# Irina Bliznova
Irina Yuryevna Bliznova (russe : Ирина Юрьевна Близнова), née le 6 octobre 1986 à Krasnodar, est une joueuse de handball russe.

## Biographie
Après les Jeux olympiques de Rio où elle remporte la médaille d'or, elle décide de mettre fin à sa carrière. 
Elle évolue toute sa carrière au HC Lada, entre 2004 et 2016, étant contrainte de faire une pause lors de la saison 2009/10 pour donner naissance à une fille le 21 mars 2010 puis à nouveau lors de la saison 2012/13. Après un bref retour pour la saison 2019-2020, elle devient présidente du club en juillet 2021.

## Palmarès

### En sélection
Jeux olympiques
- médaille d'or aux Jeux olympiques 2016 de Rio de Janeiro
- médaille d'argent aux Jeux olympiques 2008 de Pékin
- 8e place aux Jeux olympiques 2012 de Londres

championnats du monde 
- vainqueur du championnat du monde 2005
- vainqueur du championnat du monde 2007

championnats d'Europe
- finaliste du championnat d'Europe 2006

autres
- vainqueur du championnat du monde junior en 2005
- vainqueur du championnat d'Europe junior en 2004

### En club
compétitions internationales
- vainqueur de la coupe EHF en 2012[2]
- finaliste de la Ligue des champions en 2007
- finaliste de la coupe d'Europe des vainqueurs de coupe en 2016

compétitions nationales
- championne de Russie (5) en 2002, 2003, 2004, 2005 et 2006
- vainqueur de la coupe de Russie en 2006

## Distinctions personnelles
- Élue meilleure arrière droite aux Jeux olympiques 2008